# Expansion de l'Empire ottoman
L’expansion de l’Empire ottoman à partir de son noyau originel en Asie mineure se réalise du XIVe au XVIIIe siècle, en direction des régions voisines d’Anatolie, d’Europe du Sud-Est, du Moyen-Orient et de l’Afrique du Nord.

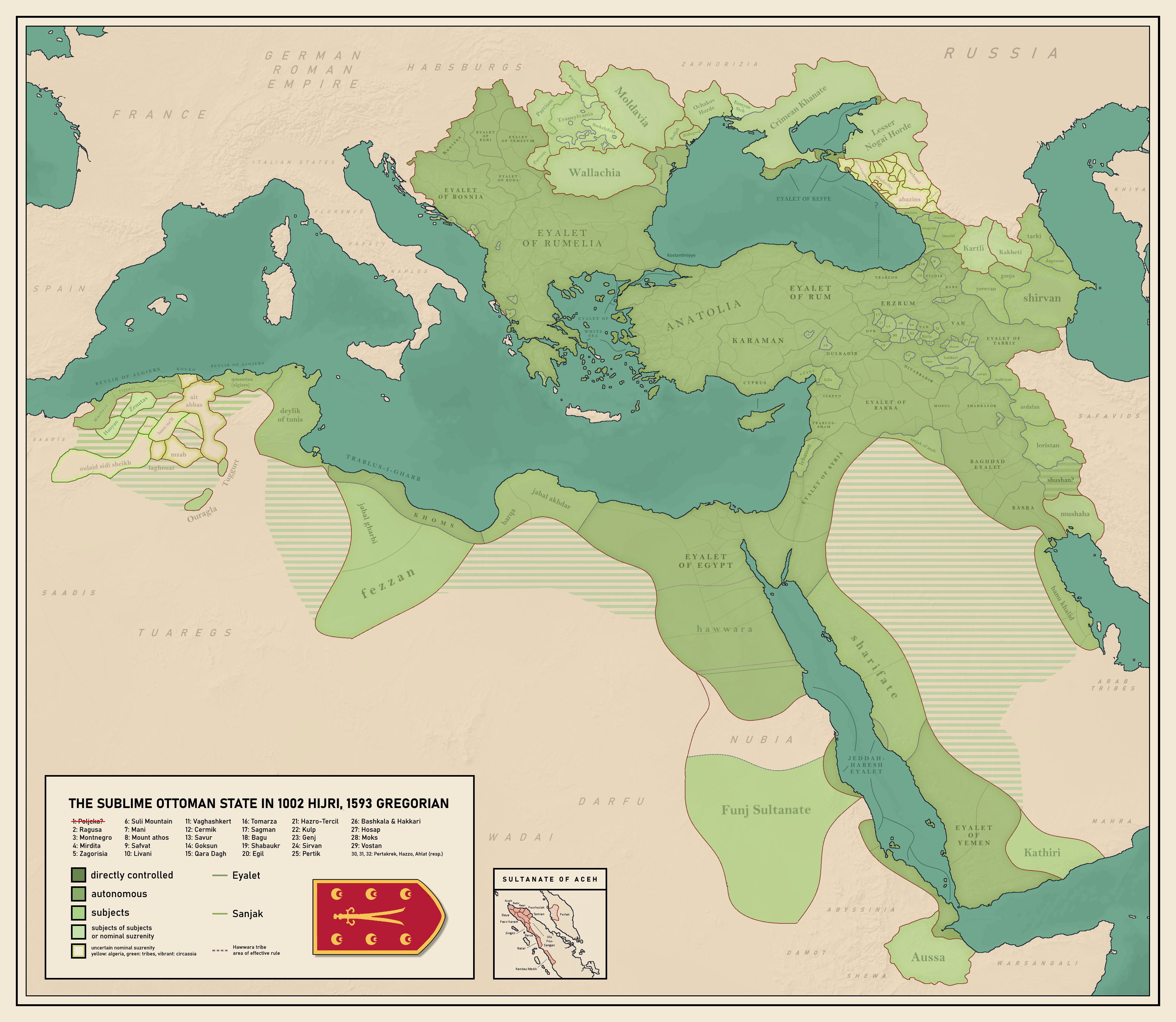
Carte de l’expansion de l’Empire ottoman avec les détails.

Après la domination des Omeyyades et des Abbassides, les dynasties turques s’imposent, tout d’abord avec les Seldjoukides, puis avec les Ottomans qui, à l’époque des beylicats, s’établissent dans l’actuelle province d’Eskişehir,. 
Là, le beylicat d’Ertuğrul est fondé par une famille issue des Kayı, l’une des vingt-quatre tribus turciques oghouzes qui avaient conquis l'Anatolie au XIe siècle. 
Son expansion qui réunifie les autres beylicats en fait un empire qui, en 1453, conquiert Constantinople, mettant fin à l’Empire byzantin que l’Empire ottoman remplace, héritant de sa civilisation, de son architecture, de ses sciences et de ses populations (y compris chrétiennes) mais apportant une religion nouvelle, l'islam, et créant de nouvelles formes artistiques. Cet empire musulman, dont le sultan devient aussi calife, couvre les régions méditerranéennes de l'Asie, de l'Afrique et de l'Europe du Sud-Est ainsi que les rives de la mer Noire et, par moments, les rives occidentales de la mer Caspienne. À son extension maximale il couvre 5 200 000 km2 soit près de dix fois la France.

## Chronologie
Du VIIe au XIVe siècle :
- 711-800 : conquêtes arabes en Afrique du Nord, dans la péninsule Ibérique et le sud de la Franquie
- 800 : généralisation des chiffres arabes
- 1000-1050 : les Seldjoukides se convertissent à l'Islam
- 26 août 1071 : bataille de Manzikert, début de l'expansion de l'Islam en Orient, alors qu'il recule en Occident
- 1099-1270 : croisades
- 1171-1193 : règne de Saladin
- 1215-1220 : invasion de Gengis Khan
- 1299 : création de l'Empire ottoman, nouvel élan de l'expansion de l'Islam en Orient
- 2 janvier 1492 : fin du recul de l'Islam en Occident
- 1683 : Point culminant de l'expansion de l'Islam en Orient : à ce moment l'Empire ottoman s'étend de l'Europe centrale au golfe Persique, d'Oran à la mer Caspienne et de l'Ukraine au Yémen sur l'océan Indien
- 10 août 1920 : fin du recul de l'Islam en Orient au traité de Sèvres : l'Empire ottoman parvient à garder l'Anatolie et Constantinople
- 3 mars 1924 : abolition du califat par Mustafa Kemal Atatürk : la République turque devient laïque.

## Expansion de l'Empire ottoman
L'expansion ottomane commence avec la prise d'Andrinople sur les Byzantins en 1361 ou 1369, puis la conquête des beylicats d'Anatolie. Interrompue par la défaite d'Ankara en 1402 contre Tamerlan, elle reprend sous les héritiers de Bayezid. La prise de Constantinople par Mehmed II, dit le Conquérant, en 1453, dote les Ottomans d'une nouvelle capitale et fait d'eux une grande puissance à la charnière de l'Europe et de l'Asie. Après Constantinople, Mehmed II soumet grâce à l'armée ottomane la péninsule des Balkans (sauf Belgrade qui lui résiste en 1456), puis en 1477, la Bosnie et l’Herzégovine. Son successeur, le sultan Sélim Ier, repousse vers l'est la Perse des Séfévides et conquiert le sultanat mamelouk d'Égypte.

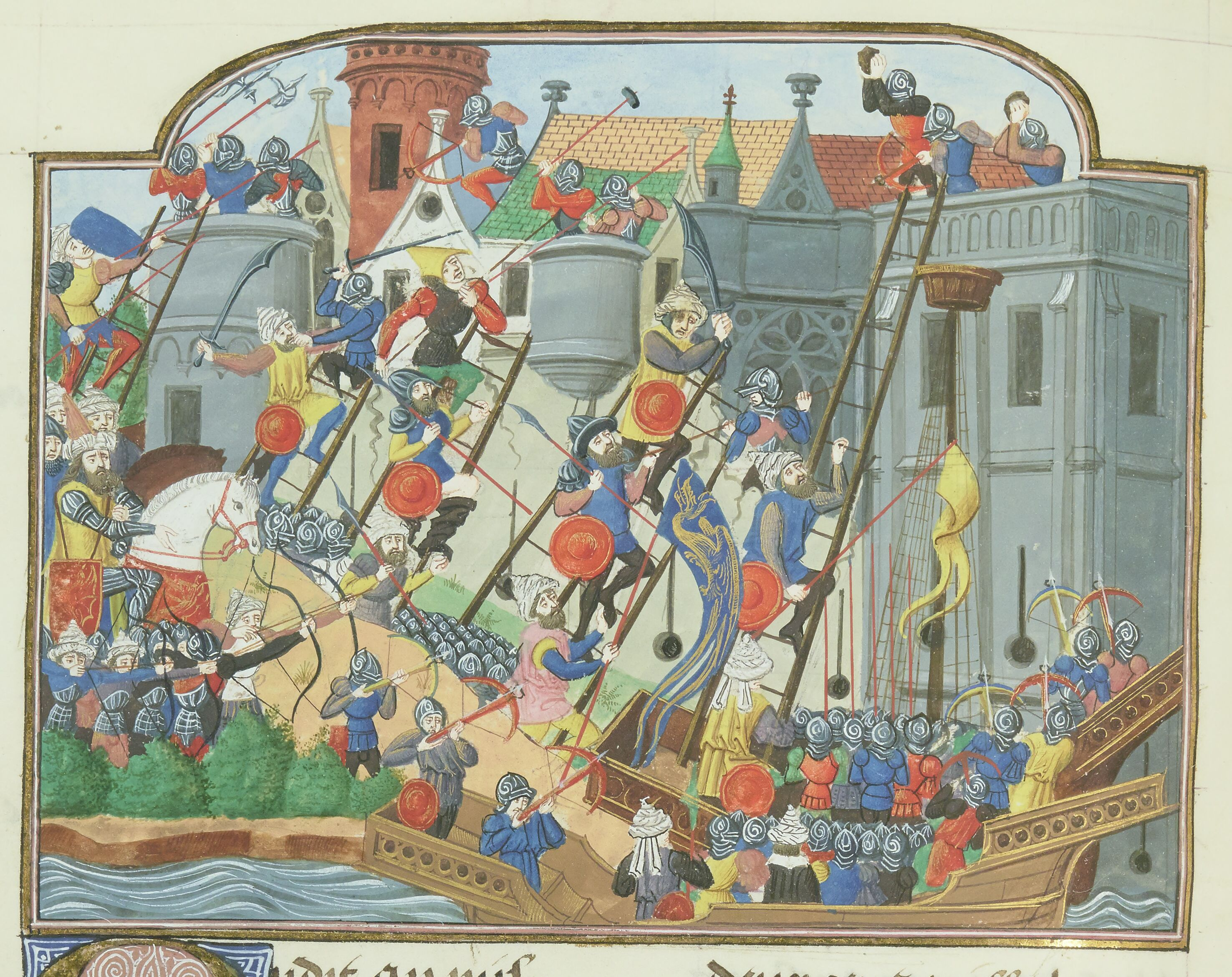
Chute de Constantinople (1453)
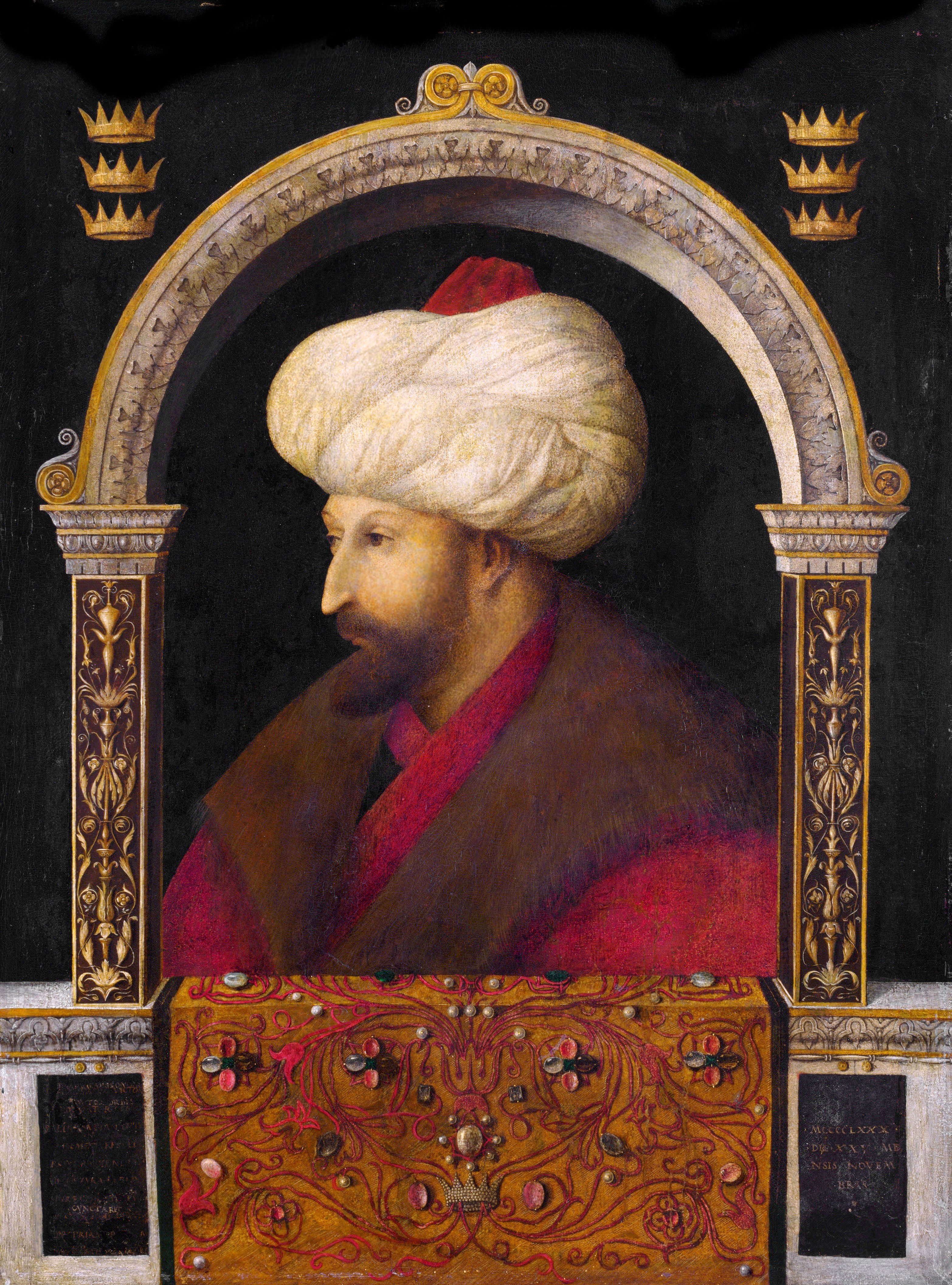
Mehmed II vainqueur de l'Empire byzantin (1453)
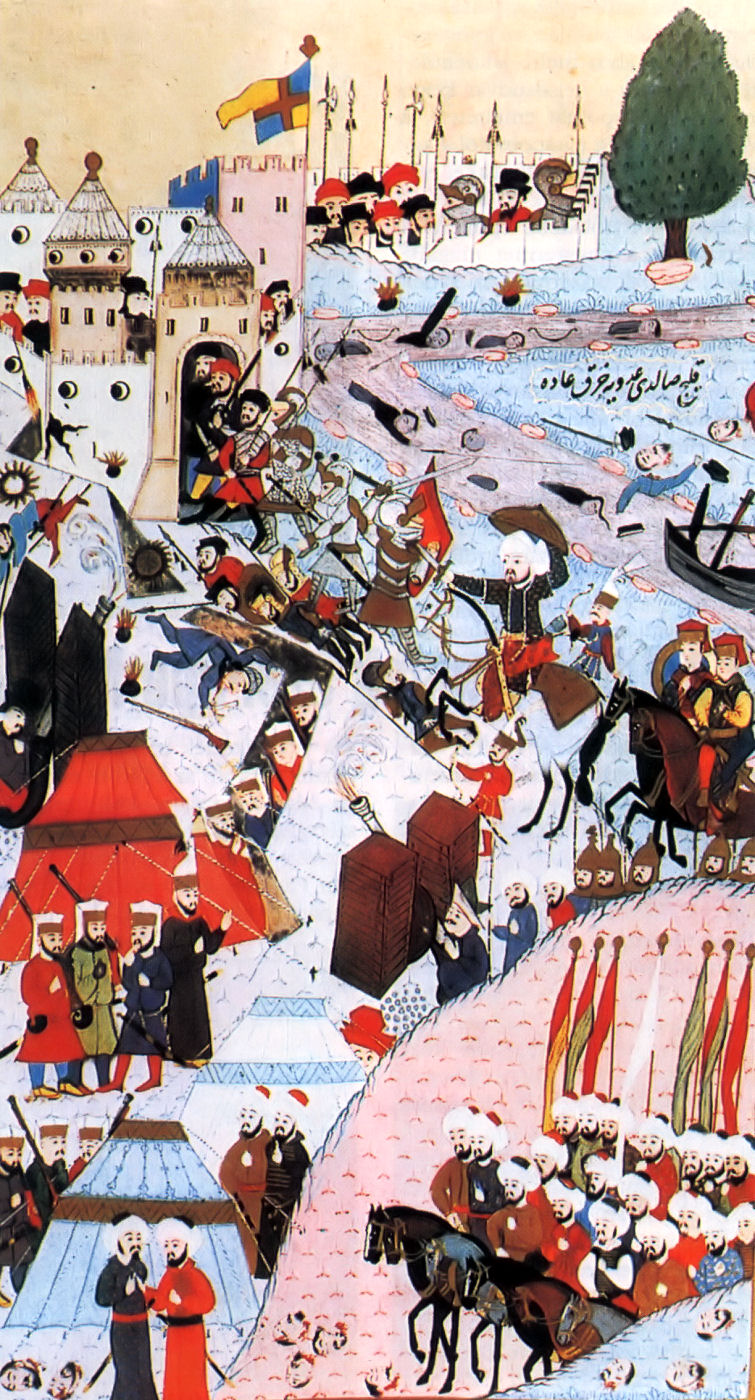
Siège de Belgrade (1456)
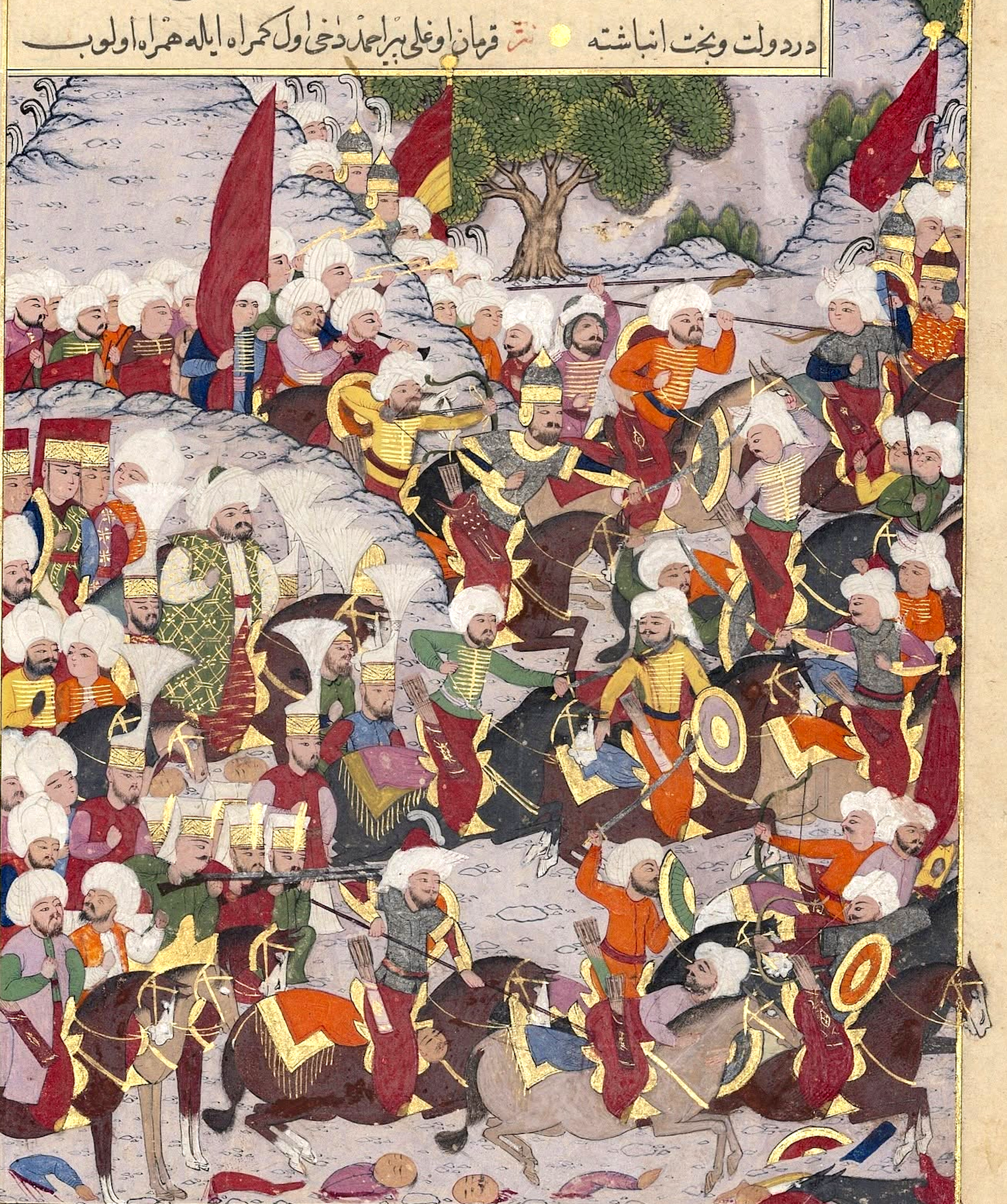
Bataille d'Otlukbeli (1473)
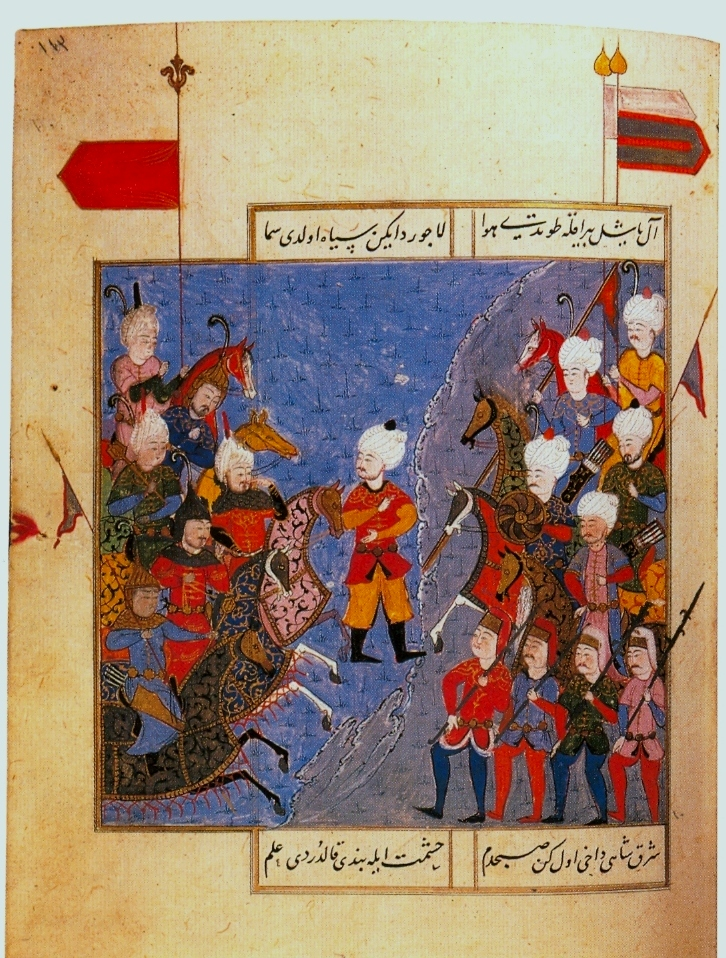
Bataille de Tchaldiran (1514)
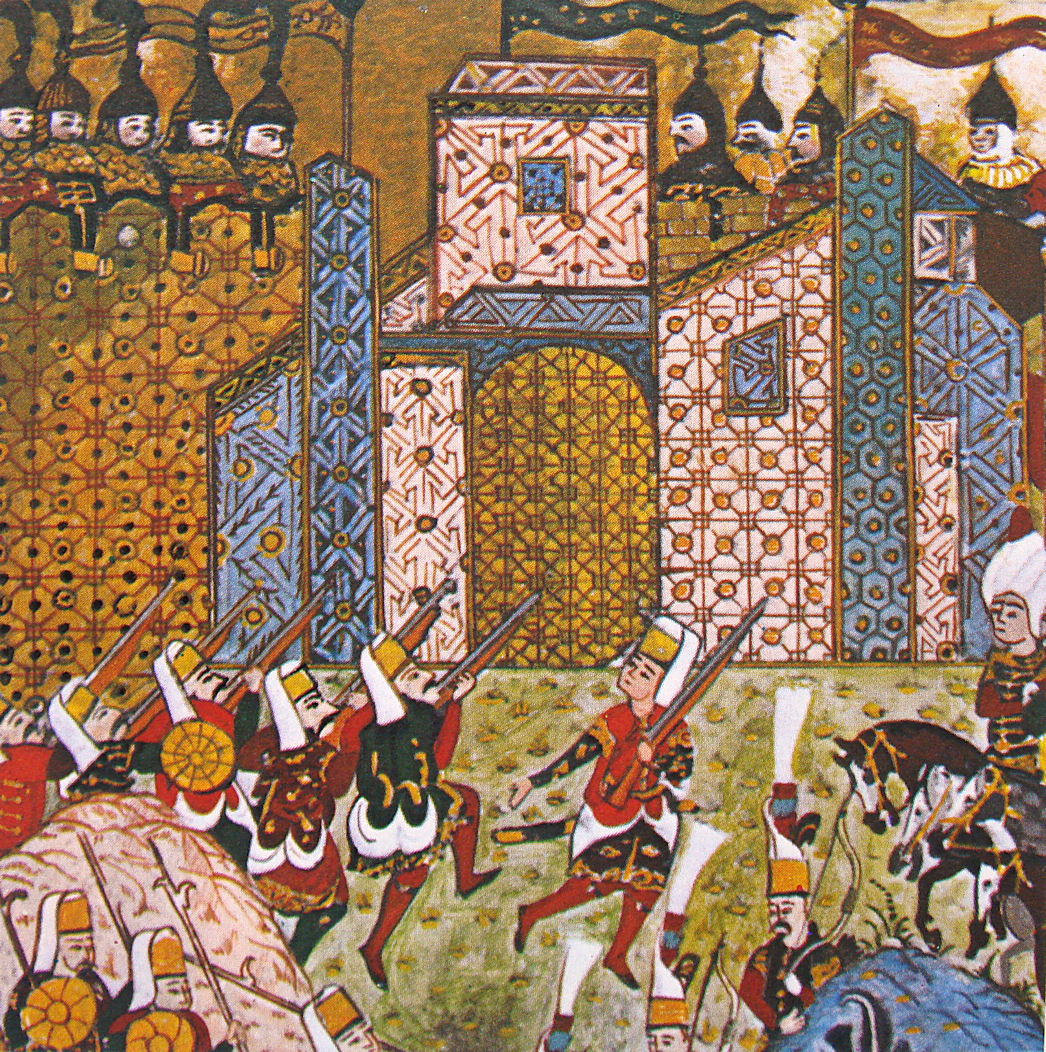
Siège de Rhodes (1522)
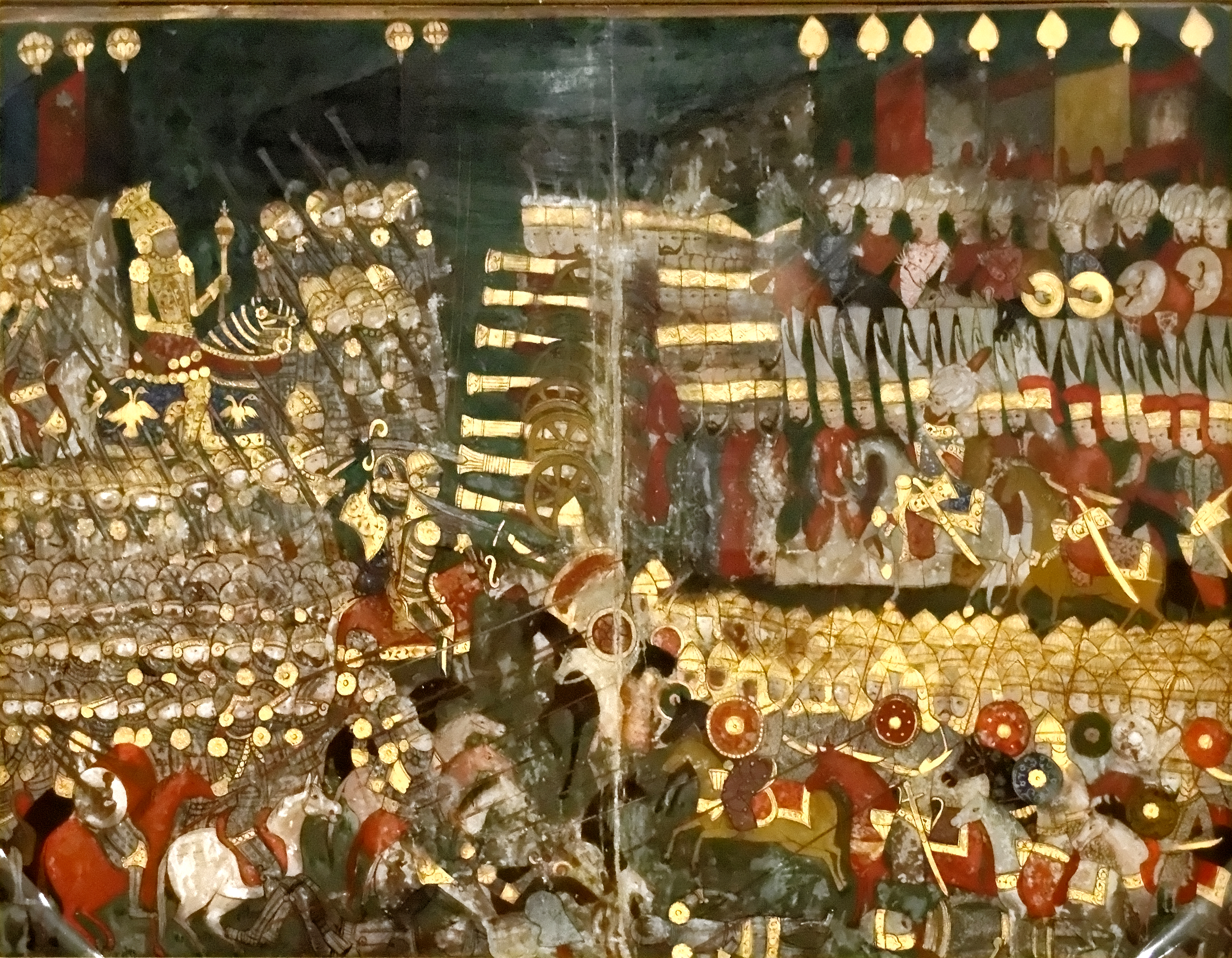
Bataille de Mohács (1526)
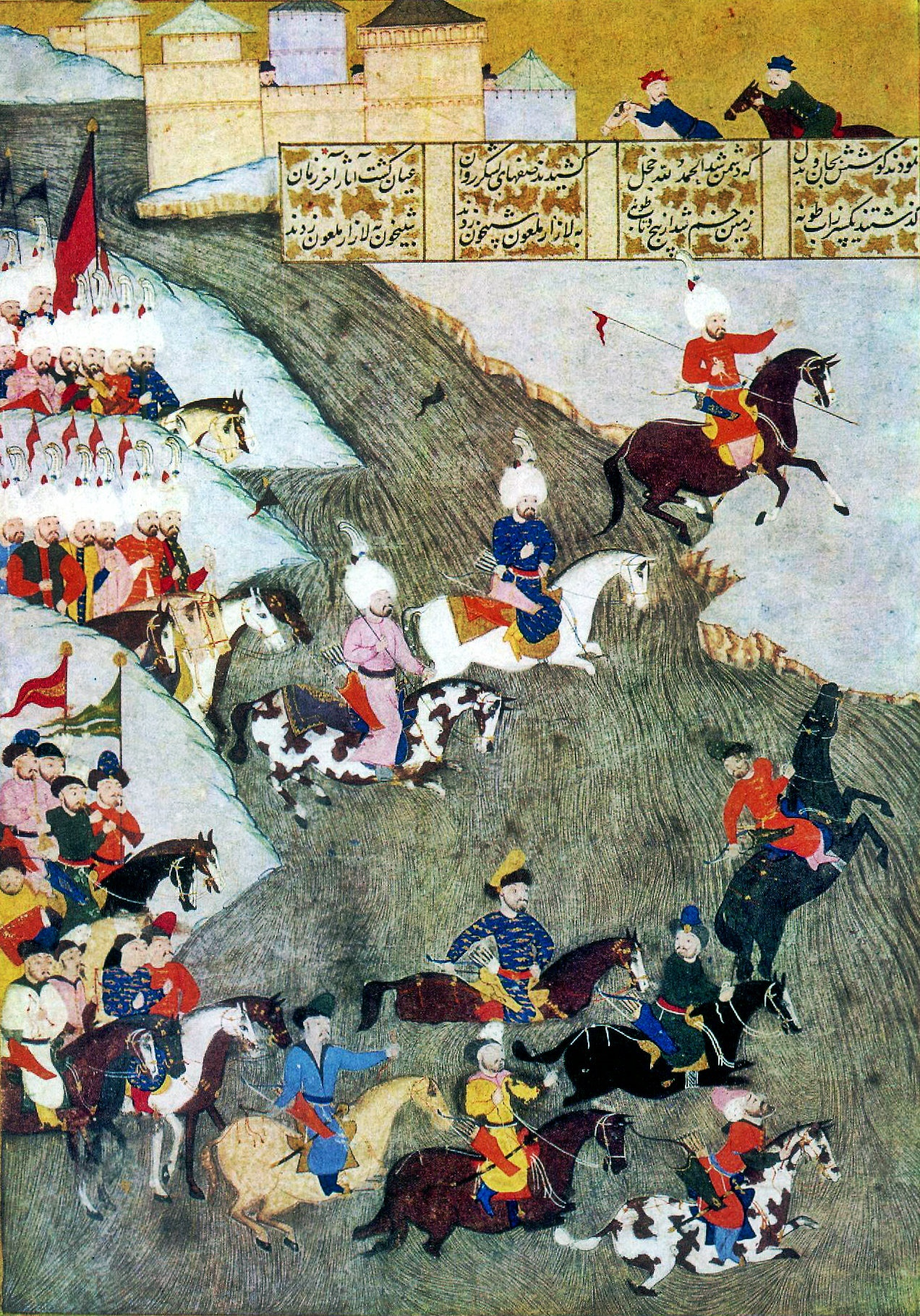
Siège de Szigetvár (1566)
Bataille de Lépante (1571)
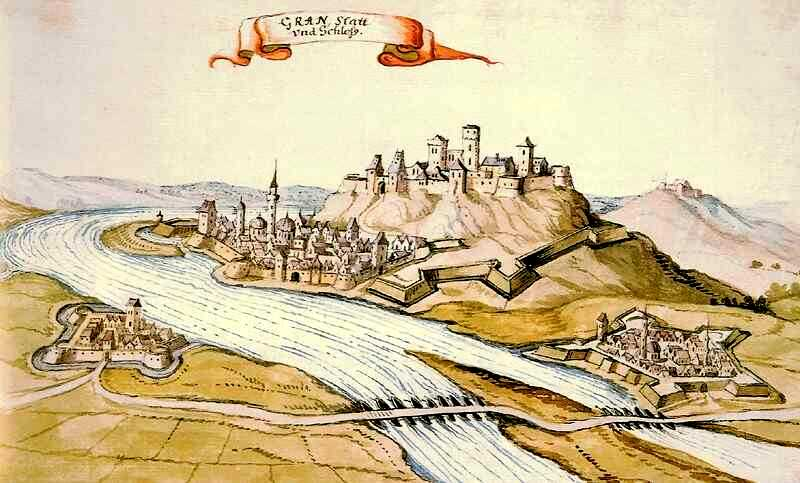
Esztergom ottomane (1664)

## Soliman le Magnifique
En 1538, Charles Quint, le Pape, les Hospitaliers et Venise s’allient pour affronter la flotte turque au large de l’Albanie. Il n’en ressort aucun vainqueur jusqu'à la défaite de Lépante où les Européen prennent le dessus. Soliman s’allie avec la France qui dispose de nombreux intérêts commerciaux avec les Turcs.
D’importants succès sont obtenus grâce au corps de fantassins des Janissaires. Soliman meurt en 1566.

## La Méditerranée et l'Empire ottoman – La bataille de Lépante

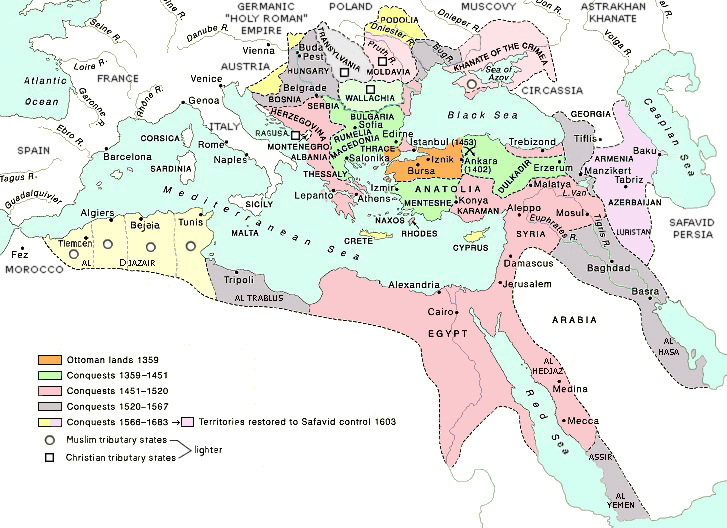
Carte de l'expansion de l'Empire ottoman avec ses états vassaux.

En 1565, les Ottomans attaquent Malte, mais les Hospitaliers repoussent l’assaut et deviennent « le rempart de la Chrétienté [contre les Ottomans] ». Charles Quint, en 1535, lance contre les Turcs une croisade soutenue par le pape Paul III, les Portugais et les Hospitaliers. Il prend Tunis, libérant 20 000 prisonniers chrétiens. En 1541, il cherche à conquérir Alger, mais l’attaque échoue.
En 1570, les Turcs reprennent Tunis et assiègent Chypre, après avoir lancé un ultimatum à Venise. Ainsi, le 25 mai 1571, se conclut la « Sainte Ligue » entre l’Espagne, Venise, le pape Pie V, le duc de Savoie, l’ordre de Saint-Jean de Jérusalem, ainsi que d’autres républiques italiennes. En octobre, la Sainte Ligue se met en marche et, le 7, à la bataille de Lépante, obtient une victoire contre la flotte turque ; 80 navires turcs sont coulés, 130 capturés et 50 000 Turcs sont tués ou fait prisonniers. Pie V instaure alors la fête de Notre Dame des Victoires, fixée ensuite par Grégoire XIII comme fête de Notre-Dame du Rosaire.
Les divisions des princes chrétiens favorisant un retour des musulmans, Venise abandonne la Sainte Ligue et conclut une paix séparée avec Sélim II.
En 1661, l’archiduc Léopold d’Autriche tente de reconquérir la Hongrie, mais en vain, et en 1663, les Ottomans atteignent Presbourg et menacent Vienne. S’ensuit une nouvelle coalition qui obtient une victoire en 1664 contre les Turcs. Puis Vienne est à nouveau assiégée jusqu’à ce que, le 12 septembre 1683, à Kahlenberg, en Autriche, les forces chrétiennes, sous la conduite du duc Charles V de Lorraine et du roi de Pologne, battent les Ottomans par une victoire totale.
Le nouveau sultan, Soliman II, capitule sur tous les fronts. Par l’accord de Karlowitz, en 1699, le Saint-Empire romain germanique s’attribue la Hongrie, la Croatie, la Transylvanie et la Slavonie; Venise s’octroie une grande partie de la Dalmatie, et la Pologne, d’autres régions plus au nord.
Après la défaite de Vienne, commence le déclin ottoman. Le 5 août 1716, le prince Eugène de Savoie bat encore les Ottomans.

## La Pologne, la Russie, l'Empire ottoman et les chrétiens orthodoxes et orientaux

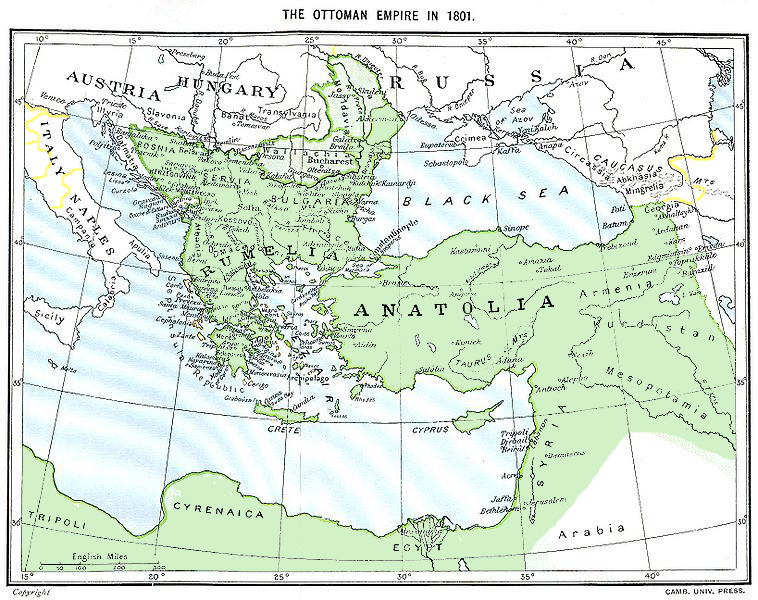
Carte de l'Empire ottoman en 1801.

Avec la chute de Constantinople et le mariage entre Ivan III et la fille du dernier empereur byzantin, la Russie s'affirme comme héritière historique du patrimoine orthodoxe byzantin et siège de la « troisième Rome ». Les tsars se considèrent comme les protecteurs des chrétiens orthodoxes. Plusieurs guerres les opposent au khanat de Crimée, vassal des Ottomans.
Les guerres russo-turques, au contraire, représentent une menace grandissante. Pierre le Grand occupe brièvement Azov, sur la mer Noire, de 1696 à 1711, mais doit y renoncer. C'est Catherine II de Russie (1729-1796) qui impose l'hégémonie russe en Europe orientale : elle songe à restaurer l’ancien Empire byzantin et chasser le sultan de Constantinople. Les Russes vainquent les Turcs sur la mer Noire en 1768, et détruisent leur flotte. En 1770, une flotte russe venue de la mer Baltique fait le tour de l'Europe et fait irruption dans la mer Égée, déclenchant une révolte des Grecs. Catherine II conquiert l’Ukraine et la Crimée, mais ne réussit pas à s'emparer des Détroits. En effet, les Turcs détruisent la flotte russe lors d’une nouvelle bataille sur la mer Noire et, en 1792, la tsarine doit signer le traité de paix de Jassy qui modère ses projets.

### Frise chronologique
|  |